# Warren Buffett
Pour les articles homonymes, voir Buffett.
Warren Buffett, né le 30 août 1930 à Omaha, est un homme d'affaires, investisseur et philanthrope américain. Grâce à des investissements en bourse, il devient milliardaire dans les années 1980. Il est le directeur général de Berkshire Hathaway depuis 1970.
C'est l'un des investisseurs les plus connus au monde. En novembre 2024, sa fortune est estimée à 129 milliards de dollars selon Forbes, ce qui fait de lui la 10e personne la plus riche du monde,.
Originaire d'Omaha dans le Nebraska, et fils du député et homme d'affaires Howard Buffett, il développe un intérêt pour les affaires et l'investissement dès sa jeunesse. Il entre à la Wharton School de l'université de Pennsylvanie en 1947 avant d'obtenir son diplôme de l'université du Nebraska à Lincoln à 19 ans. Il obtient ensuite son diplôme de la Columbia Business School, où il façonne sa philosophie d'investissement autour du concept d'action dépréciée lancé par Benjamin Graham. Il fréquente le New York Institute of Finance (en) pour se concentrer sur sa formation en économie et poursuit rapidement une carrière dans les affaires.
Il lance ensuite diverses entreprises commerciales et partenariats d'investissement, dont un avec Graham. Il crée Buffett Partnership Ltd. en 1956 et sa société d'investissement acquiert finalement une entreprise de fabrication de textiles, Berkshire Hathaway, reprenant son nom pour créer une holding. Il en devient président et actionnaire majoritaire en 1970. En 1978, Charlie Munger, un autre investisseur et associé commercial de longue date, rejoint Buffett en tant que vice-président,.
Depuis 1970, Buffett est président et principal actionnaire de Berkshire Hathaway, l'une des plus importantes holding américaines et l'un des plus grands conglomérats d'entreprises au monde. Il est surnommé l'« Oracle d'Omaha » ou le « Sage d'Omaha » par les médias internationaux en raison de l'accumulation d'une fortune colossale issue de son succès commercial et de ses investissements,. Il est connu pour son adhésion aux principes de l'action dépréciée et pour sa frugalité malgré sa richesse. Il s'est engagé à donner 99 % de sa fortune à des causes philanthropiques, principalement via la fondation Bill-et-Melinda-Gates. Il fonde The Giving Pledge en 2010 avec Bill Gates, par lequel les milliardaires s'engagent à donner au moins la moitié de leur fortune.
Le 3 mai 2025, il annonce qu'il se retirera de son poste de CEO d'ici la fin de l'année 2025, poste qu'il occupe depuis 55 ans,.

## Biographie
Warren Edward Buffett est né à Omaha, dans le Nebraska. Son père, Howard Buffett, est courtier en bourse et membre du Congrès. Buffett étudie à l'université du Nebraska à Lincoln et obtient une maîtrise d'économie à l'université Columbia. Revenu à Omaha en 1958, il gère des portefeuilles boursiers, en regroupant l'argent de ses amis et connaissances, de sa famille ainsi que le sien. Dès 1969, ses investissements ont réalisé des plus-values de presque 30 % en moyenne et par an, dans un marché où la moyenne se situe entre 7 et 11 % et où les meilleures performances sont exceptionnelles. Sous la direction de Buffett, le fonds Berkshire surpasse les références des marchés tels que les indices boursiers S&P 500 et le Dow Jones pendant plus de quarante ans.
Il s'est marié avec Susan Thompson en 1952. Ils se séparent en 1977, mais sans divorcer. Cette importante actionnaire de Berkshire Hathaway et membre du conseil d'administration est décédée le jeudi 29 juillet 2004 d'une crise cardiaque.
En 2009, Buffett vit avec Astrid Menks, sa dernière compagne depuis la séparation avec sa femme.
Il a trois enfants, dont l'un est agriculteur dans le Nebraska et un autre compositeur de musique new age. Warren Buffett n'avait au milieu des années 2000 pas encore nommé clairement son successeur à la tête de son entreprise, ses enfants n'hériteront pas de toute sa fortune, il a prévu d'en verser une grande majorité soit 37 milliards de dollars à une œuvre de charité, la Fondation Bill-et-Melinda-Gates, comme l'a fait son ami Bill Gates.
En 2016, il devient le conseiller d'Arnold Schwarzenegger dans l'émission de télévision The Celebrity Apprentice. Le 5 juin 2024, un problème technique à Wall Street fait mécaniquement chuter de 99 % sa fortune boursière mais le bug est vite réparé et l’action de sa holding retrouve un cours normal très vite.
| Année | Âge | Faits marquants | Patrimoine estimé (en $ courants)                                                         |
| ----- | --- | --- | ----------------------------------------------------------------------------------------- |
| 1930  | 0   | Le 30 août 1930, Warren Edward Buffett, fils d'Howard, courtier en bourse et membre du Congrès, et de Leila Buffett, naît à Omaha, dans le Nebraska. Son grand-père possède alors une épicerie dans cette ville. | -                                                                                         |
| 1941  | 11  | Warren accompagne parfois son père sur son lieu de travail, dans une société de courtage. Il achète sa première valeur : 6 actions (3 pour lui et 3 pour sa sœur, Doris) de Cities Service Company au coût unitaire de 38 $. Le cours de la compagnie chute à 27 $ avant de rebondir à 40 $. Warren cède alors les titres, ratant leur progression fulgurante dans les semaines suivantes (200 $) ! Il retient une première leçon sur le manque à gagner lié à une sortie « prématurée » d'un bon investissement. | -                                                                                         |
| 1943  | 13  | Il déclare à un ami de la famille qu'il sera millionnaire à 30 ans, ou bien qu'« il sautera du plus haut immeuble d'Omaha ». Son premier job consiste à écrire quelques cotations d'actions au tableau noir dans la société de courtage de son père. Selon le magazine Forbes, également livreur de journaux, il aurait rempli sa première déclaration de revenus à 13 ans, prenant soin de déduire fiscalement en frais professionnel sa bicyclette à hauteur de 35 $. | -                                                                                         |
| 1945  | 15  | Warren gagne jusqu'à 175 $ par mois en livrant le journal The Washington Post. À encore 14 ans, début 1945, il investit 1 200 $ de ses économies dans 40 acres de terres agricoles louées à des fermiers. | > 1 200 $                                                                                 |
| 1947  | 17  | Warren, alors en dernière année d'école secondaire, et un ami font l'acquisition d'un flipper usagé pour un coût de 25 $. Warren envisage le potentiel de la machine ; il la place près de la boutique d'un coiffeur. Les mois suivants, trois autres machines sont acquises et positionnées à différents endroits de la ville. Ce business est revendu dans l'année à un vétéran de la dernière guerre au prix de 1 200 $. Par ailleurs, Warren a gagné plus de 5 000 $ en livrant des journaux. Son père le presse alors de suivre des études universitaires, ce qui ne plaît pas trop à l'adolescent. Il est inscrit à la Wharton School of Finance and Commerce, en Pennsylvanie. | Entre 5000 et 7 500 $ (?)                                                                 |
| 1948  | 18  | Warren déteste son école : il considère qu'il a plus de connaissances que ses professeurs. Par ailleurs, il est initié à la fraternité Alpha Sigma Phi, comme son père et ses oncles. | -                                                                                         |
| 1949  | 19  | Warren est transféré à l'Université du Nebraska. Étudiant, il s'estime déjà dans la vie active. On lui propose un travail à J. C. Penny's : il le refuse. | > 9 800 $                                                                                 |
| 1950  | 20  | Warren demande son admission à la Harvard Business School : c'est l'échec. Il postule alors pour la Columbia Business School après avoir appris que les célèbres analystes financiers Benjamin Graham et David Dodd y enseignaient. | -                                                                                         |
| 1951  | 21  | Dans les cours de B. Graham, Warren côtoie d'autres futurs « investisseurs dans la valeur » : Walter Schloss (en), Irving Kahn… Parmi tous ces étudiants, il est le seul à avoir reçu de son professeur une note maximale (A+). Découvrant par ailleurs que Graham est au conseil d'administration de la société d'assurance GEICO, il prend un samedi le train pour Washington, D. C., et frappe à la porte du siège social de la compagnie jusqu'à ce qu'un portier lui ouvre. Après avoir demandé si quelqu'un travaillait, il trouve au sixième étage un haut-responsable, le vice-président Lorimer Davidson ; pendant quatre heures, il l'interroge sur son activité d'assureur. Davidson, par la suite devenu son ami, se souviendra avoir constaté dès le premier quart d'heure qu'il avait face à lui un « homme extraordinaire ». Aujourd'hui, Buffett possède entièrement GEICO. Finalement diplômé d'un master d'économie, Warren veut ensuite travailler à Wall Street ; son père ainsi que Graham, son mentor, l'en dissuadent. Il propose alors de travailler gratuitement pour Graham : nouveau refus. De retour à Omaha, il flirte avec Susan Thompson. Il investit dans une petite station Texaco : cela ne fonctionne pas autant qu'il l'espérait. Il travaille alors comme agent de change avec son père, à la Buffett-Falk & Co. En parallèle, il suit des conférences Dale Carnegie ainsi que des cours du soir sur les « principes de l'investissement » avec des étudiants qui ont deux fois son âge. | 20,000 $ dont plus de 50 % de ses avoirs en actions de GEICO acquises au prix de 10,282 $ |
| 1952  | 22  | Warren et Susan (Susie) Thompson se marient en avril 1952. Ils louent un appartement, à 65 $ par mois, et ont leur premier enfant, Susan Alice. | -                                                                                         |
| 1954  | 24  | Benjamin Graham appelle Warren et lui propose un partenariat : le salaire d'embauche est de 12 000 $ par an. Il travaille donc à la Graham-Newman Corp. à New York, avec Walter Schloss, et y apprend les règles strictes de Graham en matière d'investissement. Warren et Susan ont leur deuxième enfant : Howard Graham. | -                                                                                         |
| 1956  | 26  | Graham part en retraite et arrête son partenariat. De retour à Omaha, Warren crée sa première société : Buffett Associates, Ltd. Sept membres de sa famille ainsi que des amis investissent 105 000 $ ; Warren, quant à lui, n'y place que 100 $ ! Il est maintenant son propre patron et ne travaillera plus jamais pour quelqu'un d'autre. Au cours de l'année, il ouvre deux autres partenariats d'investissement. Des années plus tard, ces fonds sous sa direction seront regroupés en un seul (cf. 1962). | > 140 000 $                                                                               |
| 1957  | 27  | Sa femme Susan attendant leur troisième enfant, Warren achète une maison de stuc avec cinq chambres à coucher, rue Farnam, à Omaha, pour un coût de 31 500 $. Il ajoute également deux nouveaux partenariats d'investissement à sa collection et gère ses cinq fonds depuis son domicile. | -                                                                                         |
| 1958  | 28  | Warren et Susan ont leur troisième enfant : Peter Andrew. À la fin de la troisième année d'exercice de ses premiers fonds, Warren a doublé la mise initiale des investisseurs. | -                                                                                         |
| 1959  | 29  | Warren a maintenant six fonds d'investissement. Il est présenté à Charlie Munger, qui lors de son adolescence, avait eu l'occasion de travailler une journée dans l'épicerie du grand-père paternel. L'entente entre les deux investisseurs est immédiate. | -                                                                                         |
| 1960  | 30  | Warren demande à un de ses associés, un médecin, de trouver dix autres docteurs enclins à investir 10 000 $ chacun ; ce sont finalement onze docteurs qui rejoignent le fonds d'investissement de Buffett. Il y a maintenant sept partenariats (ou fonds) : Buffett Associates, Buffett Fund, Dacee, Emdee, Glenoff, Mo-Buff et Underwood. | -                                                                                         |
| 1961  | 31  | Avec des partenariats valant plusieurs millions de dollars, Warren réalise son premier investissement industriel d'un million dans une minoterie industrielle, Dempster. Il a révélé plus tard que jusqu'à 35 % des investissements financiers de ses fonds étaient placés dans une seule compagnie, la Sanborn Map Company. Vendue à 45 $ l'action en 1958, le portefeuille de placement de l'entreprise valait alors 65 $ (par action) : pour Buffett, outre la décote de 30 % des titres détenus, cela signifiait que les opérateurs de marché valorisaient l'activité industrielle traditionnelle de Sanborn, la fabrication de cartes, à « - 20 $ » l'action, c'est-à-dire qu'elle était « offerte » ! | > 1 million $                                                                             |
| 1962  | 32  | En janvier 1962, les différents partenariats de Buffett sont valorisés 7 178 500 $, dont plus de 1 025 000 $ appartiennent en nom propre à l'investisseur. L'ensemble des fonds sous sa direction sont alors regroupés en un seul : Buffett Partnership Limited. Le siège social est établi à Omaha, place Kiewit, dans un petit bâtiment de bureaux, modeste mais fonctionnel ; de nos jours, ce siège n'a pas changé ! Au cours de cette même année, Warren passe quelques semaines à New York avec sa femme, Susie. Il s'agit surtout de lever des fonds auprès de vieilles connaissances. À son retour, son partenariat compte quelques associés de plus et des centaines de milliers de dollars supplémentaires. C'est que l'investissement minimal, ou « ticket d'entrée », est porté de 25 000 $ à 100 000 $. Buffett consulte Charlie Munger sur le sort de la société Dempster achetée l'année précédente : celui-ci lui recommande Harry Bottle, un patron qui réduit les coûts, diminue les effectifs et rend l'entreprise à nouveau rentable. Buffett découvre aussi une société industrielle spécialisée dans le textile, Berkshire Hathaway. Cotée à 7,60 $ par action, il commence à en acheter des parts. | > 1,025 million $                                                                         |
| 1963  | 33  | Buffett revend Dempster trois fois son prix initial : sans véritable valeur à l'origine, cette société s'est construit un portefeuille de titres valorisé deux millions de dollars durant la période de détention (1961-1963). Le Buffett Partnership Limited devient le premier actionnaire de Berkshire Hathaway. L'entrée massive au capital de la société se fait au prix de 14,86 $ l'action alors que le fonds de roulement est déjà de plus de 19 $ par titre, sans compter les immobilisations qui augmentent encore la valorisation réelle. | -                                                                                         |
| 1964  | 34  | En raison d'une fraude fiscale, les actions d'American Express chutent à 35 $ ; Buffett achète en masse les titres bradés. Le père de Warren, Howard Buffett, décède le 30 avril 1964. | -                                                                                         |
| 1965  | 35  | Après une rencontre avec Walt Disney en personne, Buffett commence à acheter des titres de la compagnie Walt Disney : 4 millions de dollars, soit 5 % de la société, sont investis. Des titres American Express acquis l'année précédente sont revendus au double de leur prix d'achat. Lors d'une réunion du conseil d'administration de Berkshire Hathaway, Warren Buffett prend le contrôle de l'entité et nomme un nouveau président chargé de la diriger pour lui, Ken Chace. | -                                                                                         |
| 1966  | 36  | L'investissement personnel de Warren dans le partenariat atteint 6,849,936 $. Le fonds est fermé à la souscription. Dans sa lettre aux actionnaires, il précise que cette clôture demeurera tant que les circonstances seront les mêmes ; seules de nouvelles conditions impliquant plus de capital pour accroître les résultats ou bien une arrivée d'un associé apportant un actif non financier pourront l'amener à reconsidérer cette décision. Parallèlement, Buffett annonce, dans une deuxième lettre, son premier investissement dans une affaire privée non cotée, en l'espèce, un grand magasin de Baltimore : Hochschild, Kohn and Co. | > 6,850 millions de $.                                                                    |
| 1967  | 37  | L'action American Express cote 180 $, portant la part du fonds d'investissement, pour les titres restants en sa possession, à 20 millions de dollars (pour une mise totale de 13 millions). Berkshire Hathaway verse son premier et unique dividende (10 cents par titre) ; considérant que sa société reste le meilleur endroit où investir, Buffett renoncera par la suite à verser d'autres dividendes qui seraient moins bien placés in-fine. Berkshire acquiert l'assureur National Indemnity pour 8,6 millions de dollars. En octobre, Buffett écrit dans sa lettre aux actionnaires qu'il ne trouve plus d'affaires dans lesquelles investir en raison d'un contexte de marché boursier surévalué. Distinct de Berkshire Hathaway, le partenariat Buffett Partnership Limited, lui, est alors valorisé 65 millions de dollars, la part de Warren valant plus de 10 millions. L'investisseur songe un instant à quitter l'univers du placement pour se tourner vers d'autres centres d'intérêt. | > 10 millions $                                                                           |
| 1968  | 38  | Le partenariat Buffett Partnership Limited gagne 40 millions de dollars, portant la valorisation de l'ensemble à 104 millions de dollars. | -                                                                                         |
| 1969  | 39  | Après son année la plus fructueuse, le partenariat Buffett Partnership Limited est fermé et les actifs liquidés au profit des associés ; la plus grosse part revient à Berkshire Hathaway. À seulement 39 ans, le patrimoine personnel de Warren Buffett s'élève à plus de 25 millions de dollars. | > 25 millions de $                                                                        |
| 1970  | 40  | Le partenariat Buffett Partnership Limited est maintenant totalement dissous ; Warren Buffett ne s'intéresse plus qu'à Berkshire Hathaway dont il possède 29 % des parts. Il s'en nomme président et commence à écrire sa célèbre Lettre annuelle aux actionnaires. Alors que le chiffre d'affaires dans son domaine originel du textile n'est que de 45 000 $, les activités de Berkshire Hathaway dans l'univers de la banque, de l'assurance et de l'investissement représentent 4,7 millions de dollars. De son côté, les investissements en nom propre de Warren sont supérieurs à ce montant. | -                                                                                         |
| 1971  | 41  | Sur l'insistance de son épouse, Warren Buffett, pourtant réputé « économe », achète une résidence secondaire d'été à Laguna Beach pour 150 000 dollars. Il la revendra 7.47 millions de dollars en 2018. | -                                                                                         |
| 1973  | 43  | Les marchés boursiers sont baissiers ; Warren Buffett, acheteur, est euphorique ! Berkshire Hathaway commence à acquérir des actions du journal The Washington Post. Warren entre au conseil d'administration de la compagnie ; il devient un ami proche de sa présidente, Katharine Meyer Graham. Berkshire Hathaway délivre en 1973 un rendement de 8 %. | -                                                                                         |
| 1974  | 44  | En raison de la poursuite du marché baissier initié l'an passé, la valeur du portefeuille de Berkshire Hathaway chute. La fortune personnelle de Warren Buffett est divisée par deux. La même année, la SEC ouvre une enquête formelle sur Warren et un possible conflit d'intérêts dans une des acquisitions-fusions de Berkshire Hathaway : il n'en sort finalement rien. | Patrimoine réduit de moitié par la crise financière.                                      |
| 1977  | 47  | Berkshire Hathaway achète indirectement le journal Buffalo Evening News pour 32,5 millions de dollars. Un journal rival lancera plus tard des charges « anti-monopoles ». Son épouse Susan abandonne la vie conjugale sans pour autant divorcer officiellement ; Warren est « abasourdi ». | -                                                                                         |
| 1978  | 48  | Susan présente à son mari Astrid Menks, une femme qui le suivra dans ses déplacements et deviendra sa nouvelle compagne. | -                                                                                         |
| 1979  | 49  | Berkshire Hathaway se négocie à 290 $ par action. La fortune personnelle de Warren Buffett est alors de 140 millions de dollars ; pour autant, il se contente d'un « maigre » salaire de 50 000 $ par an. Berkshire Hathaway commence à acquérir des actions d'ABC (American Broadcasting Company). | > 140 millions de $                                                                       |
| 1981  | 51  | Warren Buffett et Charlie Munger fondent le plan « Berkshire Charitable Contribution » permettant à chaque actionnaire de faire don d'une partie de ses profits à l'œuvre charitable de son choix. | -                                                                                         |
| 1983  | 53  | Berkshire Hathaway entame l'année avec une valorisation de 775 $ par action pour la finir à 1 310 $ par action (et un portefeuille de titres de 1,3 milliard de dollars). Le patrimoine de Warren Buffett atteint alors 620 millions de dollars, le plaçant pour la première fois parmi le classement Forbes 400. Au cours de cette année, Buffett achète Nebraska Furniture Mart (en) pour 60 millions de dollars ; ce sera un de ses meilleurs investissements. | > 620 millions de $                                                                       |
| 1985  | 55  | Warren Buffett arrête finalement les activités textiles historiques, mais peu rentables, de Berkshire Hathaway après des années de soutien ; il refuse d'en imposer le coût aux actionnaires. Buffett participe aussi à la fusion entre les sociétés ABC et Cap Cities. Il doit alors abandonner son poste au conseil d'administration du Washington Post, la législation fédérale cherchant à prévenir tout conflit d'intérêts. Le président de Berkshire Hathaway achète Scott & Fetzer (aujourd'hui Scott Fetzer Company) pour 315 millions de dollars. Cette société filiale exerce des activités diverses : production des aspirateurs Kirby, vente de la World Book Encyclopedia… | -                                                                                         |
| 1986  | 56  | L'action Berkshire Hathaway casse à la hausse les 3 000 $ par action. Afin d'éviter les désagréments d'une célébrité causée par sa richesse lors des vols commerciaux, il achète, malgré son goût de l'économie, un jet privé d'occasion, un Falcon, pour 850 000 dollars. | -                                                                                         |
| 1987  | 57  | Berkshire Hathaway acquiert 12 % de Salomon Brothers Inc., en faisant le premier actionnaire (et Buffett le directeur). Après le krach d'octobre 1987, Berkshire Hathaway perd 25 % de sa valeur ; l'action passe de 4 230 $ à 3 170 $. Le jour même de la chute, Warren Buffett perd personnellement 342 millions de dollars. | Perte latente de 342 millions de $ lors du krach d'octobre 1987                           |
| 1988  | 58  | Buffett commence à acheter des actions de la Coca-Cola Company : 7 % sont acquis pour un montant de 1,02 milliard de dollars. Coca-Cola sera un des investissements les plus rentables de Berkshire Hathaway qui en reste encore de nos jours un des principaux actionnaires. | -                                                                                         |
| 1989  | 59  | Berkshire Hathaway passe de 4 800 $ à 8 000 $ par action. Warren Buffett a maintenant une fortune personnelle de 3,8 milliards de dollars. | > 3,8 milliards de $                                                                      |
| 1990  | 60  | Des scandales impliquent Greenberg et John Gutfreund, d'anciens responsables de Salomon Brothers. | -                                                                                         |
| 1998  | 68  | En moins de dix ans, la valeur de l'action Berkshire Hathaway est plus que décuplée, passant de 5 875 $ (septembre 1990) à 78 300 dollars (juin 1998). | -                                                                                         |
| 1999  | 69  | Warren Buffett est nommé meilleur investisseur du XXe siècle par une enquête de la société de conseil Carson Group, juste devant Peter Lynch et John Templeton. Pourtant, cette même année, l'action Berkshire Hathaway ne progresse que de 0,5 %. Warren Buffett n'ayant pas investi un seul dollar dans les nouvelles valeurs technologiques et internet, il est critiqué par d'autres analystes, certains le considérant même comme « dépassé ». | -                                                                                         |
| 2000  | 70  | Avec l'éclatement de la bulle des valeurs technologiques et internet, la sagacité de Warren Buffett lui permet de récupérer sa réputation de « sage d'Omaha » auprès des commentateurs du monde de l'investissement. L'action Berkshire Hathaway qui avait chuté de près de 50 %, à 44 000 $ par action (avril 2000), reprend sa progression ; elle dépassera son plus haut antérieur (78 300 $) en 2003. | -                                                                                         |
| 2002  | 72  | Warren Buffett mise 11 milliards de dollars en contrats sur le dollar face à d'autres devises : en avril 2006, ses gains sur ces contrats seront de 2 milliards de dollars. | > 35 milliards $                                                                          |
| 2003  | 73  | Warren Buffett n'investit pas dans les produits structurés de Crédit à l'origine de la crise économique des Subprimes ne comprenant pas leur fonctionnement. |                                                                                           |
| 2004  | 74  | Son épouse Susan, d'avec qui il était séparé depuis 1977, décède le jeudi 29 juillet 2004 (Warren a encore 73 ans) d'une attaque cardiaque : elle était une importante actionnaire de Berkshire Hathaway et membre de son conseil d'administration. | -                                                                                         |
| 2006  | 76  | En juin 2006, Warren Buffett annonce qu'il reversera 85 % de ses actions Berkshire Hathaway à cinq fondations lors de dons annuels, le premier commençant en juillet de la même année. La plus forte contribution, 37 milliards de dollars, est celle destinée à la Bill & Melinda Gates Foundation. | -                                                                                         |
| 2007  | 77  | Dans une Lettre aux actionnaires, Warren Buffett annonce qu'il cherche un successeur plus jeune (ou plusieurs) afin de poursuivre ses investissements. Il avait initialement pensé à Lou Simpson, le directeur des investissements de GEICO, mais celui-ci n'a que six ans de moins que lui… | -                                                                                         |
| 2008  | 78  | Warren Buffett devient l'homme le plus riche du monde avec un patrimoine estimé entre 62 milliards (selon le magazine Forbes) et 58 milliards de dollars (selon le site internet Yahoo!). Pour la première fois depuis quinze années consécutives, son ami Bill Gates est (temporairement) détrôné. | Entre 58 et 62 milliards $                                                                |
| 2009  | 79  | Avec la crise financière initiée en 2007 (et qui a pris de l'ampleur en 2008), Warren Buffett cède sa place de première fortune mondiale à son ami, Bill Gates. | 37 milliards $ (estimation du 13 février 2009)                                            |
| 2011  | 81  | Warren Buffett s'est porté acquéreur, via sa société Berkshire Hathaway, de 64 millions d'actions IBM (5,5 % du capital) pour 10,7 milliards de dollars | -                                                                                         |
| 2012  | 81  | Warren Buffett annonce, le mardi 17 avril 2012, qu'il est atteint d'un cancer de la prostate au stade 1. Celui-ci a été diagnostiqué le 11 avril 2011, il sera traité par radiothérapie | -                                                                                         |
| 2014  | 84  | Warren Buffett rachète, le 13 novembre les piles Duracell pour 4,7 milliards de dollars au géant américain Procter & Gamble. | 73,8 milliards $                                                                          |

## Investissements
L'orientation de Buffett: acheter des entreprises à bas prix et tenir à long terme. Il préfère ainsi investir dans des entreprises qui écrasent leur marché, telles Coca-Cola, les rasoirs Gillette ou les piles Duracell. Le Financial Times le considère comme un promoteur du capitalisme de rente.
À travers Berkshire Hathaway, Warren Buffett est aussi propriétaire de compagnies d’assurance et de réassurance comme GEICO et Gen Re qui produisent des capitaux substantiels (float) dérivés de leurs primes d’assurance. Ces compagnies sont sources de fonds qu’il alloue ensuite aux filiales de Berkshire Hathaway et qu’il utilise pour acquérir des nouvelles entreprises. En novembre 2009, Berkshire Hathaway fait une offre à 100 $ l'action de BNSF au comptant et en action de catégorie B. On parle ici d'une transaction de 44 milliards de $.
À la différence des autres investisseurs, Buffett participe à la gestion des entreprises dont il est actionnaire, c'est notamment le cas du Washington Post. C'est en partie pour cela qu'il obtient des rendements plus élevés que la moyenne.
Warren Buffett continue de vivre dans une maison d'Omaha, au Nebraska, qu’il a payée 31 500 dollars américains en 1957.
Content d'être un investisseur important dans Coca-Cola, c'est aussi un grand amateur de ses produits. Dans sa lettre aux actionnaires de 1991, Buffett dit qu’il boit cinq canettes de Cherry Coke par jour.
Le 23 septembre 2008, il a décidé d'acquérir 5 milliards de dollars américains d'actions préférentielles perpétuelles de la banque américaine Goldman Sachs.
Sa stratégie boursière repose sur un certain nombre de principes parmi lesquels :
- Acheter des actions quand les cours sont au plus bas. Il a ainsi beaucoup investi depuis la baisse des cours à l'automne/hiver 2008/2009 et a eu soin de ne jamais acheter des actions des start-ups de haute technologie à la fin des années 1990 quand les cours étaient au plus haut (avec parfois des capitalisations boursières de plus de 600 fois les bénéfices, quand il y avait des bénéfices). Buffett s'est inspiré dans ce domaine de Benjamin Graham et de son livre L'Investisseur intelligent. Graham a développé la notion de « marge de sécurité », c'est-à-dire la différence entre la valeur réelle d'une entreprise (immobilisations, brevets, etc.) et sa valeur en bourse. Buffett préfère acheter quand la valeur en bourse est nettement inférieure à la valeur réelle de l'entreprise. Pour cela, il est capable d'attendre longtemps, car « le métier d'investisseur suppose de savoir rester parfois inactif ». Ainsi, en 1969, il a liquidé son premier portefeuille boursier parce qu'il ne trouvait plus rien à acheter à des prix corrects. « Graham disait toujours qu'il y a des périodes où l'on ne trouve pas d'affaires à acheter à un bon prix. À ces moments-là, mieux vaut aller faire un tour à la plage ». Souvent Buffett attend que l'entreprise connaisse une difficulté passagère ou que la bourse aille mal ;

- Jouer à long terme sur des périodes de cinq ans, voire plus. Ainsi, il estime qu'il faut se poser la question, « si la bourse fermait pendant 5 ans, est-ce que j'achèterais maintenant ces actions ». Il considère qu'« à court terme la bourse est une machine à voter, à long terme c'est une machine à peser ». En effet, à court terme les cours des actions fluctuent de façon plus ou moins aléatoire, ce n'est qu'au bout d'une certaine période qu'ils reflètent la valeur véritable de l'entreprise.

Par ailleurs, jouer à long terme réduit fortement les frais de transaction et le montant de l'impôt sur les plus-values.
Buffett n'est pas adepte de la stratégie qui consiste à « prendre ses bénéfices » dès que le cours d'une action monte de quelques dizaines de %. Il conserve pendant des années des actions dont la valeur peut ainsi quintupler, décupler voire plus. Ainsi, il possède toujours les actions du Washington Post qu'il a achetées en 1973 (leur valeur a été multipliée par 100) et des actions de GEICO achetées en 1976. Ses actions de Coca-Cola, achetées en 1988/1989, ont vu leur valeur multipliée par 7 ;
- Investir dans des entreprises dont on peut évaluer avec une certaine certitude les caractéristiques économiques à long terme.

- Acheter au plus bas, en particulier en période de krach.

- Investir dans des entreprises dont on peut évaluer avec une certaine certitude le management quant à sa capacité de tirer le meilleur parti de l'affaire, à réemployer judicieusement le cash flow et pour orienter les rémunérations de l'affaire vers l'actionnaire et non vers lui-même[31].

- Investir avec prudence dans des entreprises de techniques de pointe où les évolutions technologiques sont nombreuses et imprévisibles. Il n'investit que dans les entreprises dont il comprend l'activité. Il déclarait en 2001, « Je peux déjà vous dire que nous avons pris le XXIe siècle à bras-le-corps en investissant dans des métiers d'avant-garde comme la brique, les tapis, l'isolation et la peinture »[32]. Il se met ainsi à l'abri des révolutions technologiques. Pour Buffett, acheter des actions est comme acheter une affaire industrielle ou commerciale. Il faut bien comprendre le métier de l'entreprise. Cependant Warren Buffett a investi dans les années 2000 dans des entreprises comme IBM, qu'il suivait depuis très longtemps et dans Apple à une époque ou le ratio cours-bénéfice (PER) de l'entreprise était faible. Mais en investissant trop peu dans les entreprises de haute technologie, Buffett a eu des performances boursières inférieures à la moyenne du marché depuis plusieurs années surtout avec le boom des valeurs de haute technologie comme Amazon ou Facebook.

- Investir dans une entreprise qui fait des bénéfices réguliers. Buffett n'a jamais investi dans une entreprise qui perd de l'argent même si elle a de brillantes perspectives. Au moment du krach des valeurs internet en 2000/2001, Buffett expliquait qu'« il vaut mieux avoir une fiancée sur son canapé que 10 sur son carnet d'adresse » ;

- Une diversification limitée. La fortune de Warren Buffett est investie dans un nombre limité d'entreprises. Une diversification limitée réduit les coûts de transactions et surtout permet d'obtenir un portefeuille qui ne reflète pas les performances trop moyennes du marché, avec des rendements potentiellement plus élevés, mais au prix d'un risque plus fort. Enfin, quand on investit dans peu d'entreprises, il est plus facile de connaître chacune d'entre elles à fond ;

- Acheter des actions d'entreprises qui ont une relative rente de situation qui les met à l'abri de la concurrence. Des journaux comme le Washington Post, (il est difficile de lancer un nouveau journal), des entreprises qui ont une notoriété exceptionnelle comme Coca-Cola. Sa définition des entreprises où il aime investir est la suivante : « Un château merveilleux, entouré de douves profondes et très dangereuses. Le château tire sa valeur du génie qui se trouve à l'intérieur. Ses douves fonctionnent comme un puissant repoussoir envers ceux qui seraient tentés de l'attaquer. À l'intérieur, le chef, une personne intègre et honnête, fabrique de l'or, mais ne garde pas tout pour lui. En d'autres termes, moins poétiques, nous aimons les superbes entreprises qui occupent des positions dominantes, dont le savoir-faire est difficile à copier, et le métier durable[33]. » ;

- Garder les dirigeants des entreprises qu'il achète même s'ils sont très âgés. « Nous n'apprenons pas à Michael Jordan à mettre un ballon dans le panier ». « Nous n'investissons pas dans des entreprises avec l'idée de tout changer. Cela ne fonctionne pas mieux dans les entreprises que dans les mariages » ;

- Une étude approfondie des entreprises cotées en bourse. Avant d'acheter, Buffett étudie en profondeur les comptes de l'entreprise ;

- De même, Warren Buffett n'investit pas dans des produits financiers qu'il ne comprend pas. C'est notamment le cas des « produits structurés de crédit » qui seront à l'origine de la crise des subprimes en 2008. Dès 2003, il déclarait à leur sujet : « Les produits structurés de crédit sont des armes de destruction massive » concluant par « je n'y comprends rien »[34].

D'avril 2011 à novembre 2011, Warren Buffett s'est porté acquéreur, via sa société Berkshire Hathaway, de 64 millions d'actions IBM (5,5 % du capital), pour environ 10,7 milliards de dollars.
Depuis les années 1960, il a ainsi obtenu un rendement annuel moyen de plus de 20 % par an, un record sur une aussi longue période. Cependant, à la grande différence des autres investisseurs, Buffett contrôle souvent la gestion des entreprises dont il est un important actionnaire. Ce n'est pas un « petit porteur » qui n'exerce aucun contrôle sur les entreprises dont il a acheté les actions.
Parmi les indicateurs de valorisation boursière popularisés par Warren Buffett figure le « Buffett Indicator », qui compare la capitalisation boursière totale des actions américaines au produit intérieur brut (PIB) des États-Unis.

## Prises de positions sur l'économie, la société et la politique
En ce qui concerne sa vie personnelle, Warren Buffett est connu pour être frugal et peu dépensier. Il est payé 100 000 dollars américains chaque année par Berkshire Hathaway, selon son propre choix. Son volume de revenu net disponible provient de ses autres investissements personnels en dehors de Berkshire, quoiqu’ils constituent moins de 1 % de sa valeur nette globale (Berkshire n’a pas payé de dividendes depuis des décennies).
Il fait des donations à travers la Buffett Foundation, habituellement autour de 12 millions de dollars américains par an. Il a indiqué son intention de distribuer 85 % de sa fortune, après sa mort, à des œuvres caritatives.
Warren Buffett a annoncé, le dimanche 25 juin 2006, son intention de donner 37 milliards de dollars américains, soit 24,7 milliards d'euros, à la Fondation Bill-et-Melinda-Gates et à des membres de sa propre famille. Cette décision, qui porte sur plus de 85 % de sa fortune, constitue la plus grosse donation individuelle jamais réalisée aux États-Unis.
Le 25 mai 2005, Warren Buffett déclare sur la chaîne de télévision CNN : « Il y a une guerre des classes, où ma classe gagne de plus en plus, alors qu'elle ne le devrait pas » (It's a class warfare, my class is winning, but they shouldn't be). En effet, Warren Buffett affirme à l'occasion que les riches ne se sont jamais aussi bien portés (« We never had it so good ») et qu'il serait ainsi judicieux d'élever les taxes les concernant. Il déclarait aussi : « il y a une guerre des classes, c'est un fait, mais c'est ma classe, la classe des riches, qui mène cette guerre, et nous sommes en train de la gagner ».
Démocrate historique, il a soutenu Hillary Clinton à l'élection présidentielle de 2016.
En 2017, devant des investisseurs, il déclare qu'Israël sera là pour l'éternité. Selon la société gestionnaire des Bonds de l’État d’Israël, le milliardaire américain a permis de lever près de 200 millions de dollars d’investissements dans l’État juif, dont cinq à titre personnel.

## Fortune
En mars 2008, avec une fortune évaluée à 65 milliards de dollars américains, il était considéré comme l'homme le plus riche au monde selon le classement annuel du magazine Forbes. En 2019, Forbes estime sa fortune à 82,5 milliards de dollars américains et est donc en troisième place sur la liste des milliardaires du monde du magazine. En 2023. Forbes estime sa fortune à 105 milliards de dollars, mais il n'est que cinquième dans le classement des milliardaires.
En 2020, selon le classement annuel du magazine Forbes, il est le troisième homme le plus riche du monde. Sa fortune était estimée à 87,5 milliards de dollars (environ 80,6 milliards d’euros).
En 2024, sa fortune s'élève à 129 milliards de dollars selon Forbes.

## Faiblesses de la stratégie et erreurs de Warren Buffett
La stratégie de Buffett comporte des risques. Ainsi, sa fortune est concentrée dans les entreprises dont il est propriétaire. Il ne tient pas compte d'un principe de gestion de fortune qui est la diversification entre placements volatils (actions), placements qui le sont moins (or, obligations d'État), immobiliers et liquidités.
En cas d'effondrement de la bourse, il perdrait beaucoup. Ainsi sa fortune est passée de 65 milliards de dollars américains au début de l'année 2008 à 37 milliards au début 2009 d'après le magazine Forbes, il a ainsi perdu son rang d'homme le plus riche du monde. En 2009, il est moins riche que Bill Gates. Toutefois, les krachs sont pour lui une opportunité d'acheter de bonnes entreprises à prix cassés.
Parmi certaines de ses erreurs de gestion, il y a eu la décision d'investir dans une entreprise de transport aérien, US Airways, un secteur où la concurrence par les prix est très forte, ou encore la décision d'investir dans Salomon Brothers, une société financière.

### Affaire Lubrizol
Par ailleurs, il semblerait que Warren Buffett ait fait l'erreur de faire confiance à son ancien bras droit David Sokol. En effet, celui-ci aurait conseillé à Warren Buffett d'investir 10 milliards dans une société de chimie, Lubrizol, puis aurait acquis sans le lui dire 100 000 parts de cette même société, juste avant l'achat de son patron. L'entreprise a évidemment grimpé en valeur après l'achat de Warren Buffett, faisant gagner 3 millions de dollars à David Sokol. Warren Buffett fut surpris par cette trahison, puisque David Sokol avait un jour refusé des émoluments de 50 millions de dollars de sa part et préféré les partager avec un collègue. David Sokol a, par la suite, présenté sa démission à son patron.

## Amitié avec Bill Gates
En 1991, Bill Gates rencontre Warren Buffett : les deux hommes deviennent amis. Bill Gates fut impressionné par l'intelligence de Buffett. « Je n'ai jamais rencontré quelqu'un qui ait une vision aussi limpide du monde des affaires », Fortune, 5 février 1996. Buffett considère que « Bill Gates pourrait faire ce que je fais… mais je ne pourrais pas faire ce qu'il fait ».
- En 2000, Buffett a témoigné devant les juges en faveur de Bill Gates lors du procès intenté contre Microsoft par la justice américaine[47].
- En 2004, après la mort de son épouse, Buffett nomme Gates au conseil d'administration de Berkshire Hathaway[48]. Bill Gates a acheté des actions de l'entreprise[48].
- En 2006, Buffett annonce son intention de confier 83 % de sa fortune à la fondation Bill-et-Melinda-Gates, rejoignant ainsi le conseil de direction de la fondation, mais sans participer aux investissements de la fondation.

Il est l'un des seuls avec Bill Gates à posséder la carte McGold de McDonald's permettant de manger gratuitement dans tous les McDonald's d'une région.

## Succession à la tête de Berkshire Hathaway
Warren Buffett a désormais 94 ans, et son principal associé en affaires était Charlie Munger, de 6 ans son aîné, décédé en novembre 2023.
La question de sa succession est par conséquent primordiale. David Sokol a souvent été considéré comme le prétendant le plus probable, mais le scandale de l'affaire Lubrizol, suivi de sa démission, a changé la donne.
Dans sa fameuse lettre 2010 aux actionnaires (parue en 2011), Warren Buffett désigne clairement Todd Combs, manager de hedge fund, comme l'un de ses successeurs puisqu'il lui confie quelques milliards à gérer. Cependant, ce n'est pas forcément un, mais plusieurs successeurs que Warren Buffett souhaiterait mettre en place. Ajit Jain, manager de la partie Réassurance de Berkshire, a reçu plusieurs fois les éloges de Warren Buffett et de Charlie Munger, et pourrait ainsi devenir l'un des successeurs.
Buffett écrit la lettre aux actionnaires incluse dans le rapport annuel de Berkshire Hathaway (disponible gratuitement en anglais sur le site internet de Berkshire Hathaway). Le samedi 3 mai 2025, Warren Buffett annonce à l'assemblée générale de ses actionnaires à Omaha qu' à la fin de l'année, son successeur à la tête de Berkshire Hathaway sera son collaborateur Greg Abel. Il précise que lui-même pourra encore rendre des services à l'entreprise et restera « dans les parages ». Il reçoit les applaudissements de l'assemblée.

## Joueur de bridge
Warren Buffett est aussi connu pour être un joueur de bridge assidu et sérieux. Il joue notamment avec Bill Gates, et son professeur de bridge préféré est Sharon Osberg. Il commandite d'ailleurs un tournoi qui porte son nom, la Buffett Cup (en).